# Sacramentum
El «Sacramentum» (literalmente: «hacer sagrado») era un tipo de juramento que debían prestar los miembros del Ejército romano al entrar a servir en el mismo. El juramento en sí mismo fue creado por el emperador Augusto durante las reformas militares que efectuó tras su acceso al poder.
Al principio, solo se prestaba al entrar a servir en el Ejército —a no ser que la unidad fuera sometida al castigo del decimatio, en cuyo caso debía de ser renovado por los supervivientes, como ocurrió, por ejemplo, tras la ascensión al poder de Vespasiano—, pero a partir del siglo III, debía renovarse anualmente cada 3 de enero, como quedó demostrado en el calendario militar que se descubrió en el castrum de Dura-Europos.
El «sacramentum» representó un grave problema para los soldados cristianos, pues éstos tenían prohibido por sus creencias jurar al emperador.